# بابلو بوزو
بابلو بوزو (بالإسبانية: Pablo Pozo)‏، من مواليد 27 مارس 1973، حكم تشيلي دولي. حكم بابلو مباراتي البرتغال-كوريا الشمالية، والكاميرون-هولندا بنهائيات كأس العالم 2010 بجنوب أفريقيا.
حكم في كأس القارات 2009.

## روابط خارجية
- بابلو بوزو على موقع Soccerway.com (الإنجليزية)
- بابلو بوزو على موقع أوليمبيديا (الإنجليزية)